# Félix Jouffroy

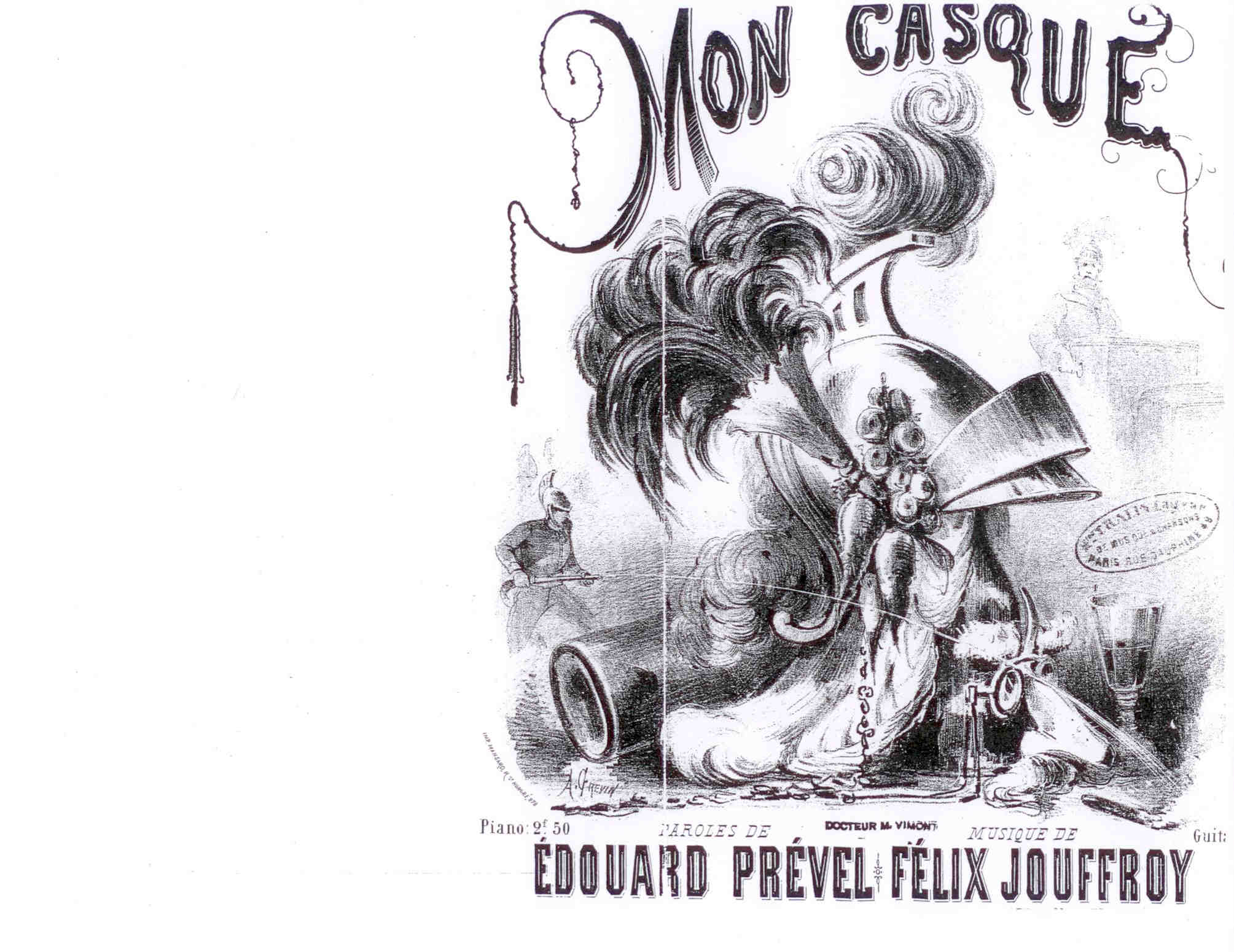
Mon Casque, paroles d’Édouard Prével, musique de Félix Jouffroy.

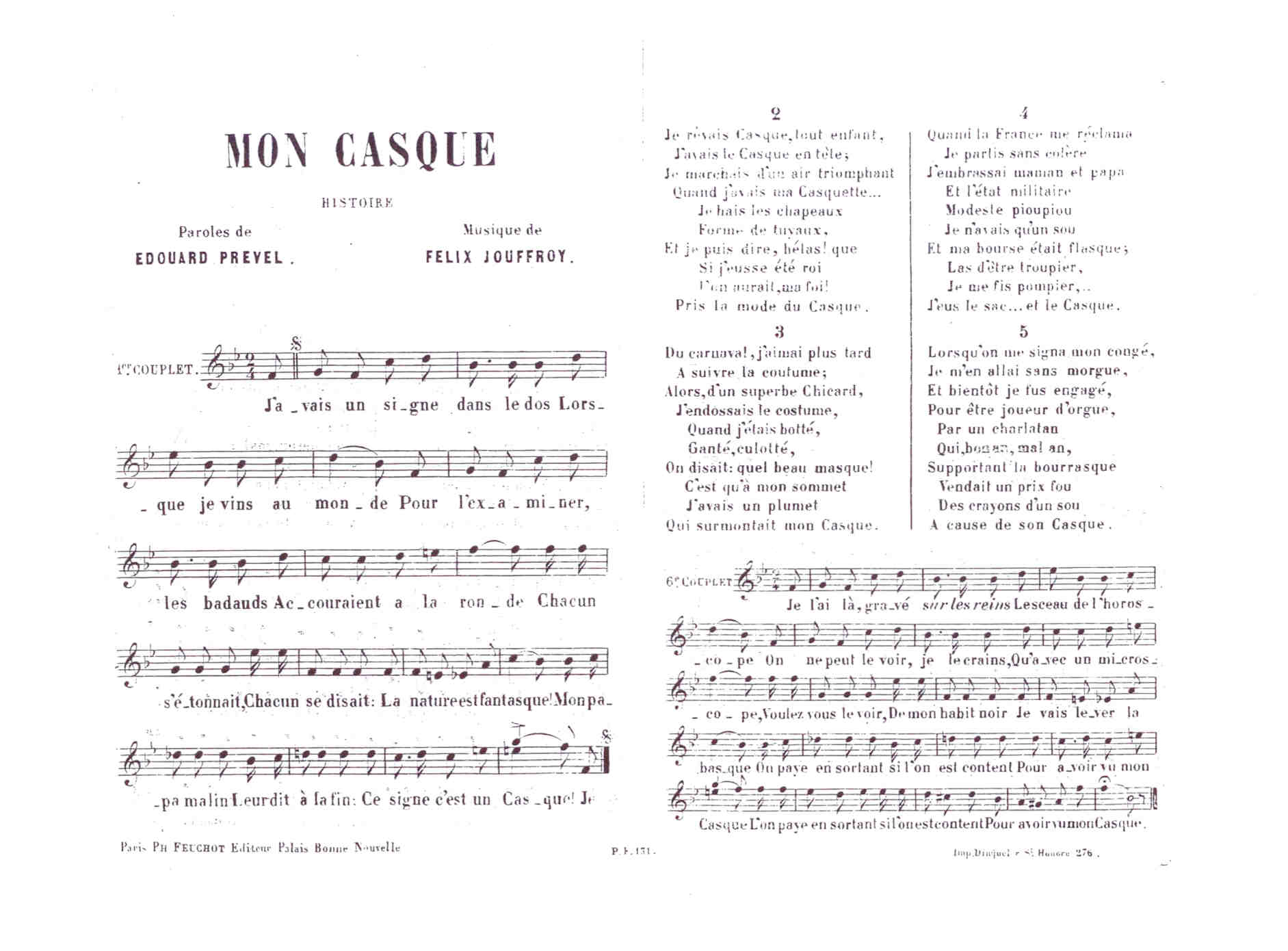
Partition.

Félix François Jouffroi, connu sous le pseudonyme de Félix Jouffroy, né le 27 février 1831 à Paris 7e, et mort le 17 aout 1906 à Paris 19e, est un compositeur français.

## Biographie
On lui doit les musiques de près de deux cents chansons de la fin du XIXe siècle, sur des paroles de Charles Blondelet, Félix Baumaine, Eugène Baillet, Georges Lafosse, Alexis Bouvier, Adolphe Grimault, Alexandre Guyon, Alfred Deschamps, Antoine Queyriaux, Ernest Gerny, Jean Baptiste Clément, Lucien Gothi, Paul Mérigot, Charles Perchet, Chicot, Ali Vial de Sabligny, Eugène de Richemont, Frédéric Denanjanes, Frédéric Vergeron, Hector Grard, Henri Avocat, Hippolyte Collé, Hippolyte Louis Messant, Joseph-Albert Ponsin, Jules Choux, Jules de Rieux, Léon Quentin, Maurice Baduel, Paul Boisselot, Paul Pia, Raphaël May, Victor Courtès, Édouard Doyen, Émile Dufour, entre autres, ainsi que des polkas, des mazurkas, des quadrilles mais aussi des musiques de scène.